# جين فاونتن
جين فاونتن (بالإنجليزية: Jane Fountain)‏ هي عالمة سياسة أمريكية، ولدت في 1950 في ميدفورد في الولايات المتحدة.